# Кунда
Ку́нда (эст. Kunda) — город в уезде Ляэне-Вирумаа, Эстония. После административно-территориальной реформы 2017 года утратил статус городского муниципалитета и стал административным центром волости Виру-Нигула.

## География и описание
Расположен на севере Эстонии, на одноимённой реке. Площадь — 10,08 км², плотность населения в 2019 году составила 301,2 чел/км². Высота над уровнем моря — 41 м.
По городу получила название кундская культура эпохи мезолита.
Климат — умеренный. Официальный язык — эстонский. Почтовые индексы: 44101, 44106, 44107, 44108, 44109.

## Население
По данным переписи населения 2021 года, в городе насчитывалось 2997 жителей, из них 2043 (68,2 %) — эстонцы.
По данным переписи населения 2011 года в городе проживали 3422 человека, из них 2176 (63,6 %) — эстонцы.
По данным переписи населения 2000 года, в Кунда постоянно проживали 3899 человек, из них 1747 мужчин и 2152 женщины; фактическое число жителей составляло 3831 человек. Национальный состав города в 2000 году: эстонцы — 58,55 %, русские — 32,78 %, прочие — 8,67 %.
Численность населения города Кунда:

| Год  | 1922 | 1934   | 1939   | 1959   | 1970   | 1979   | 1989   | 2000   | 2010   | 2011   | 2012   | 2018   | 2019   | 2021   |
| ---- | ---- | ------ | ------ | ------ | ------ | ------ | ------ | ------ | ------ | ------ | ------ | ------ | ------ | ------ |
| Чел. | 2310 | ↘ 1863 | ↗ 2036 | ↗ 3776 | ↗ 5226 | ↘ 4855 | ↗ 5050 | ↘ 3831 | ↘ 3669 | ↘ 3478 | ↘ 3422 | ↘ 3034 | ↗ 3036 | ↘ 2997 |

## История
Около Кунда на холме Ламмасмяги, который был островом в древнем озере, найдены остатки старейшего в Эстонии поселения древнего человека (около 10 тыс. лет назад). По данному посёлку была названа кундская культура, занимавшая в мезолите большую часть Эстонии. Рыболовные принадлежности данной культуры изображены на гербе города.
Город известен с XIII века. Неподалёку от современного города на побережье находятся развалины замка Тоолсе.
До середины XIX века Кунда оставался небольшим посёлком. В 1870 году началось строительство одного из крупнейших в России цементного завода, в 1893 году — первая промышленная электростанция на территории современной Эстонии. Всё это послужило началом развитию посёлка.
В начале XX века населённый пункт носил название Порт-Кунда (Портъ-Кунда, нем. Flecken Port-Kunda). Современное название города и его статус были официально утверждены 19 мая 1938 года.
После восстановления независимости Эстонии город пережил экономический упадок и отток населения, цена жилья в некоторых случаях упала до уровня ниже себестоимости.
До 1 февраля 2017 года Кунда был городским муниципалитетом.

## Экономика
Кунда — важный промышленный и портовый город Северо-востока Эстонии. Здесь действует цементный завод (943 тыс. тонн продукции в 2006 г.), торговый порт (1,7 млн тонн грузов в 2007 г.), в 2006 г. построен целлюлозный завод мощностью 140 тыс. тонн.

## Известные уроженцы
В городе родился известный эстонский астроном Эрнст Эпик.

## Галерея

Город Кунда
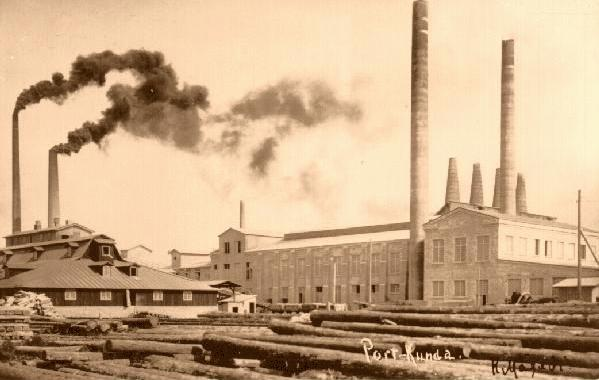
Цементная фабрика в 1910 году
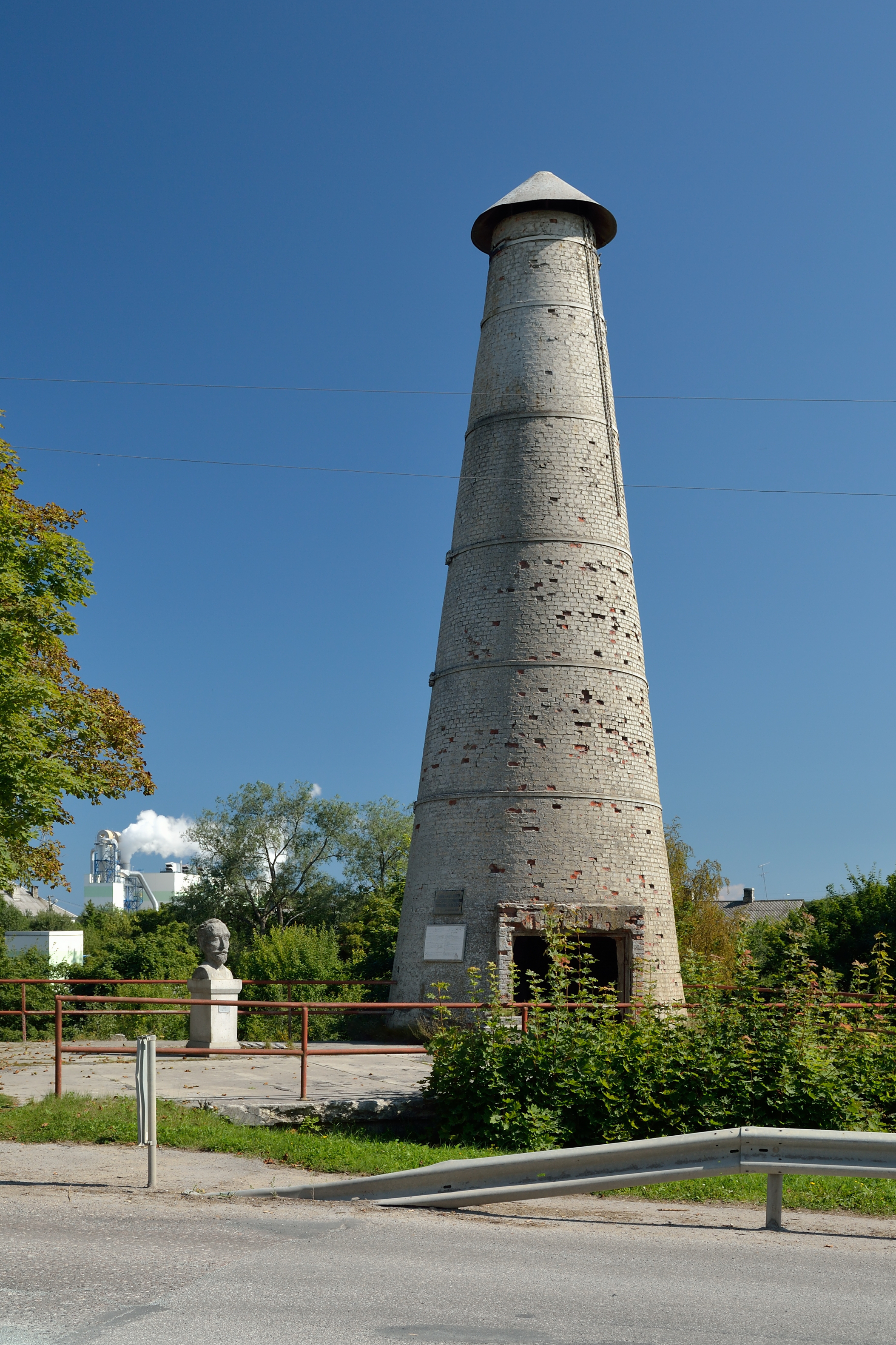
Башня цементной фабрики
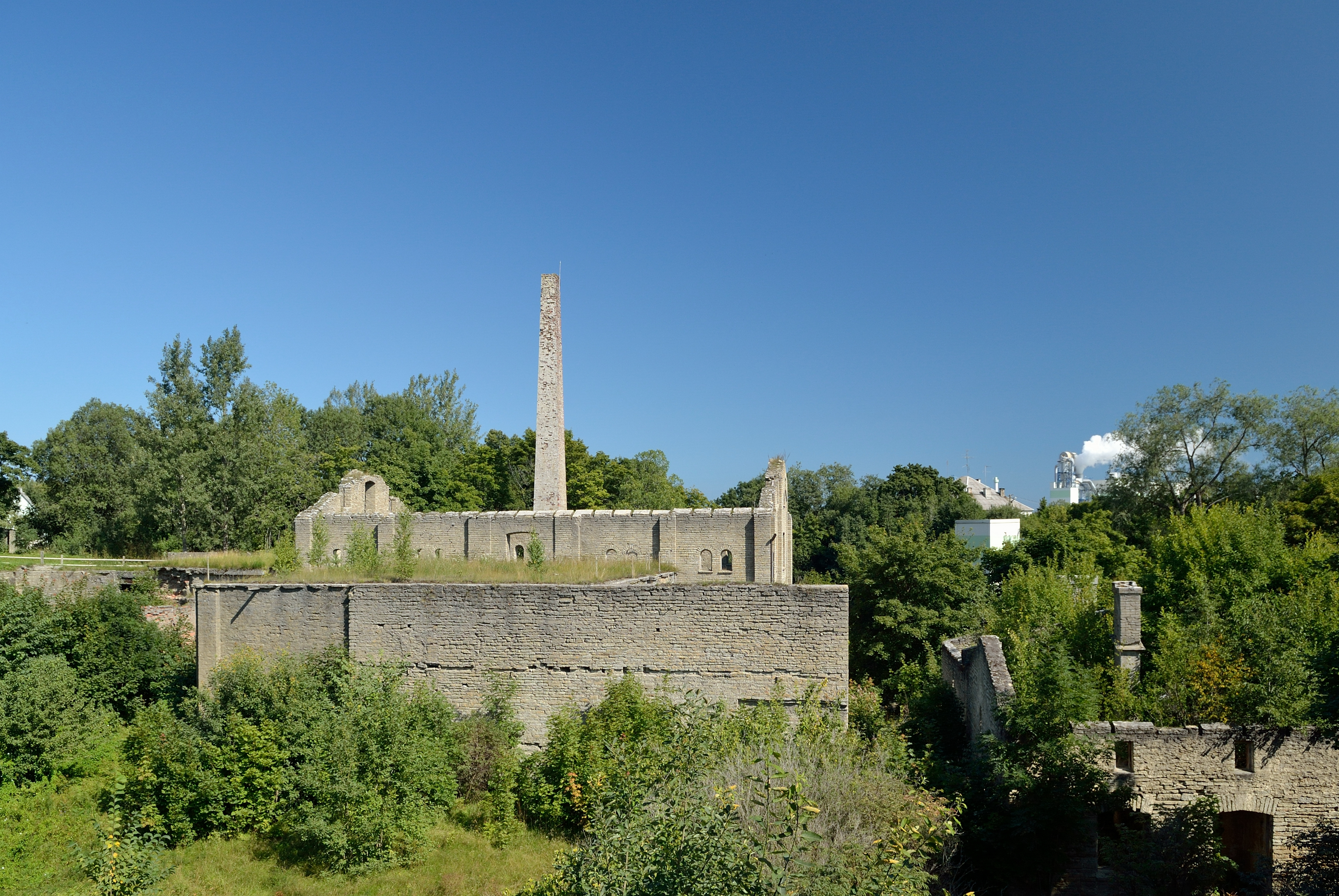
Руины цементной фабрики
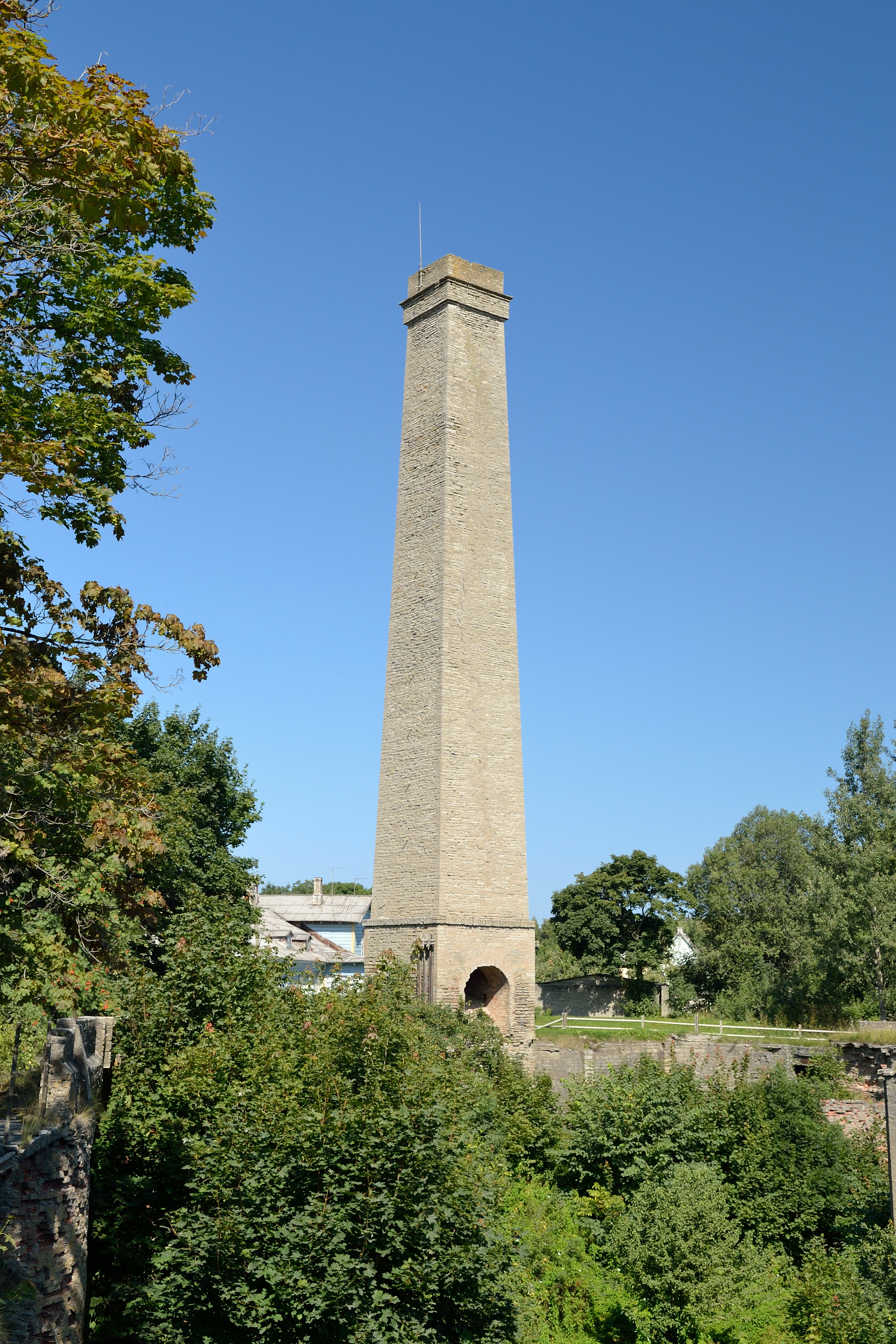
Труба цементной фабрики
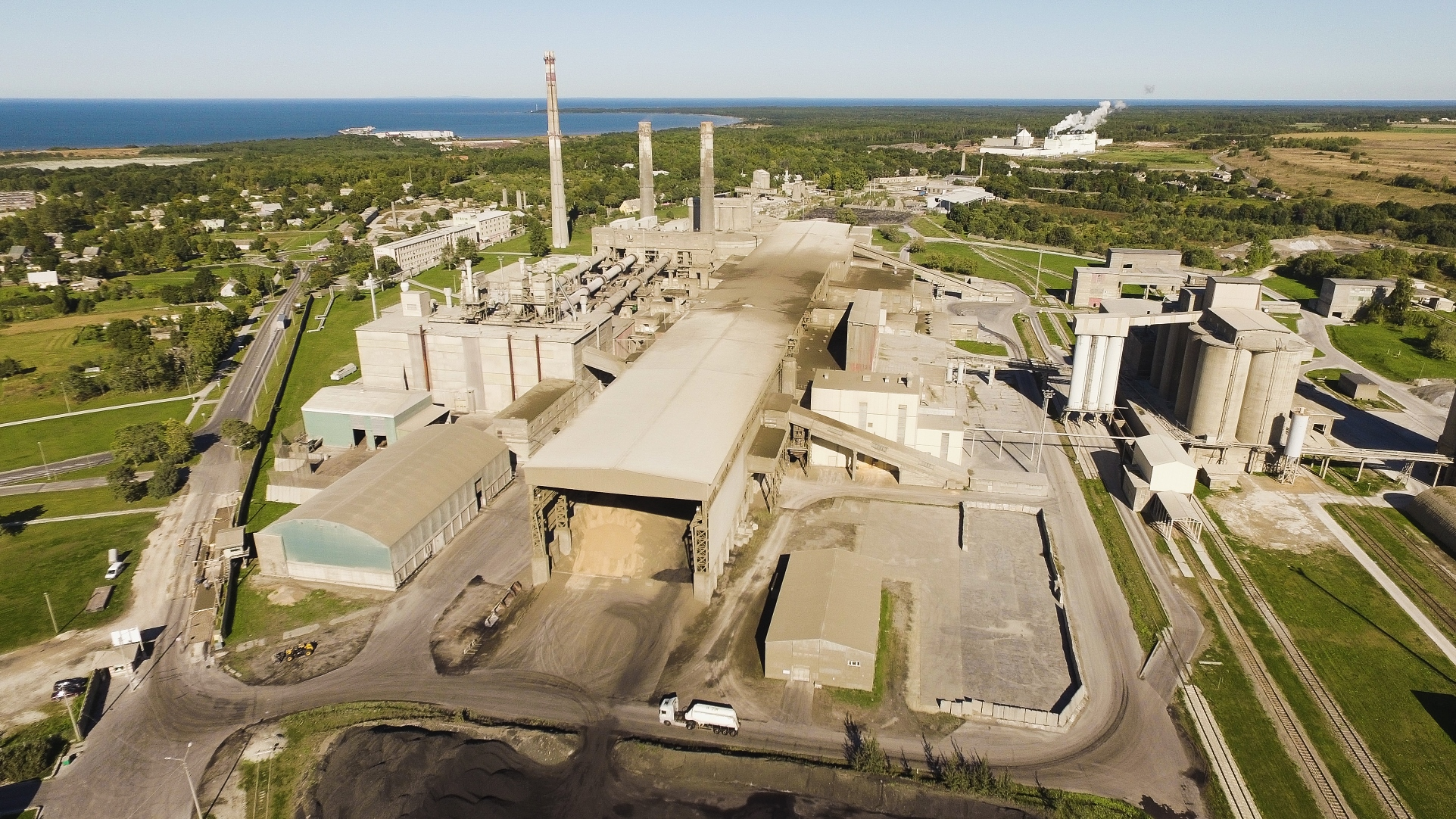
Завод «Kunda Nordic Tsement», 2014 год
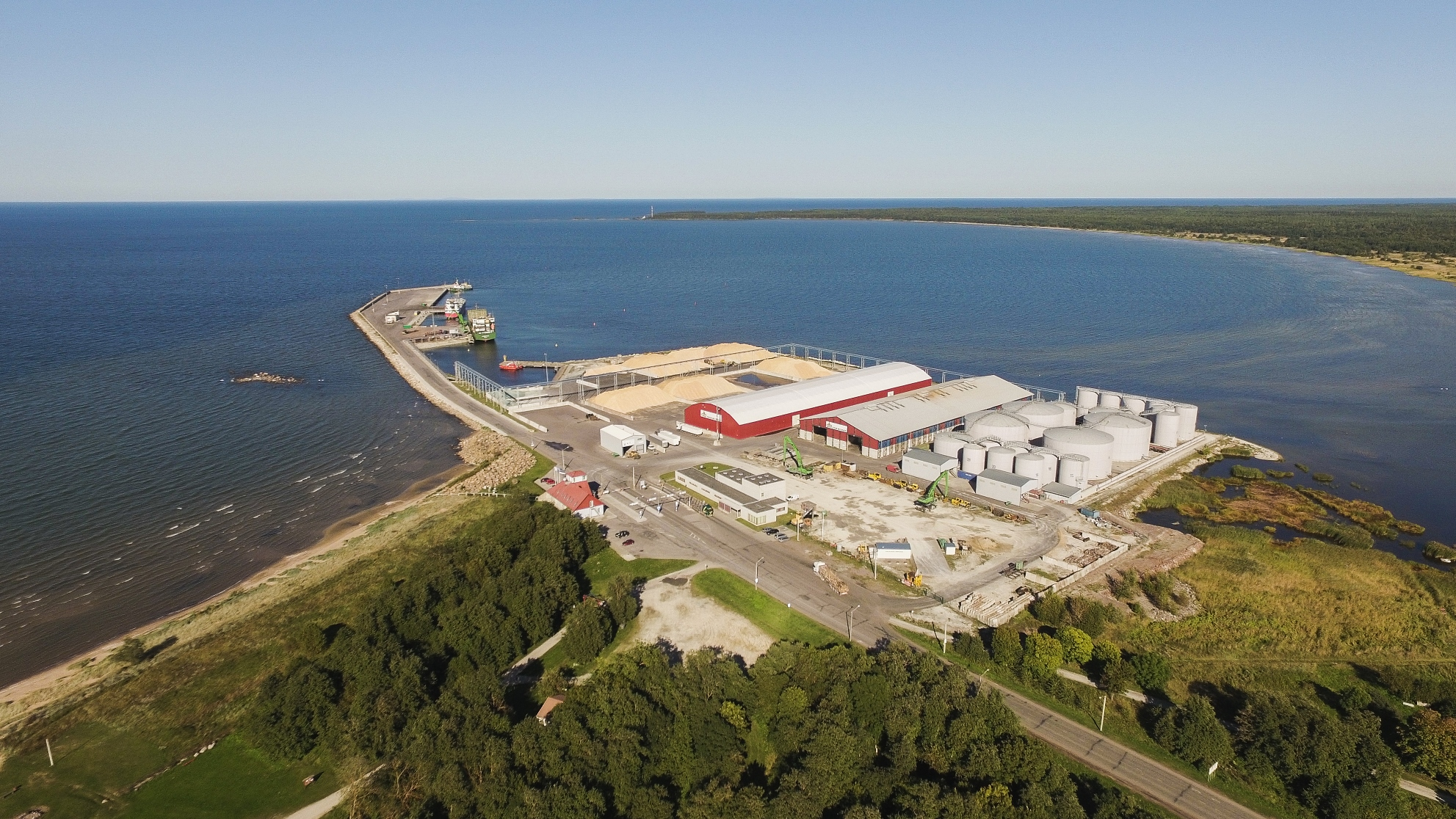
Порт Кунда
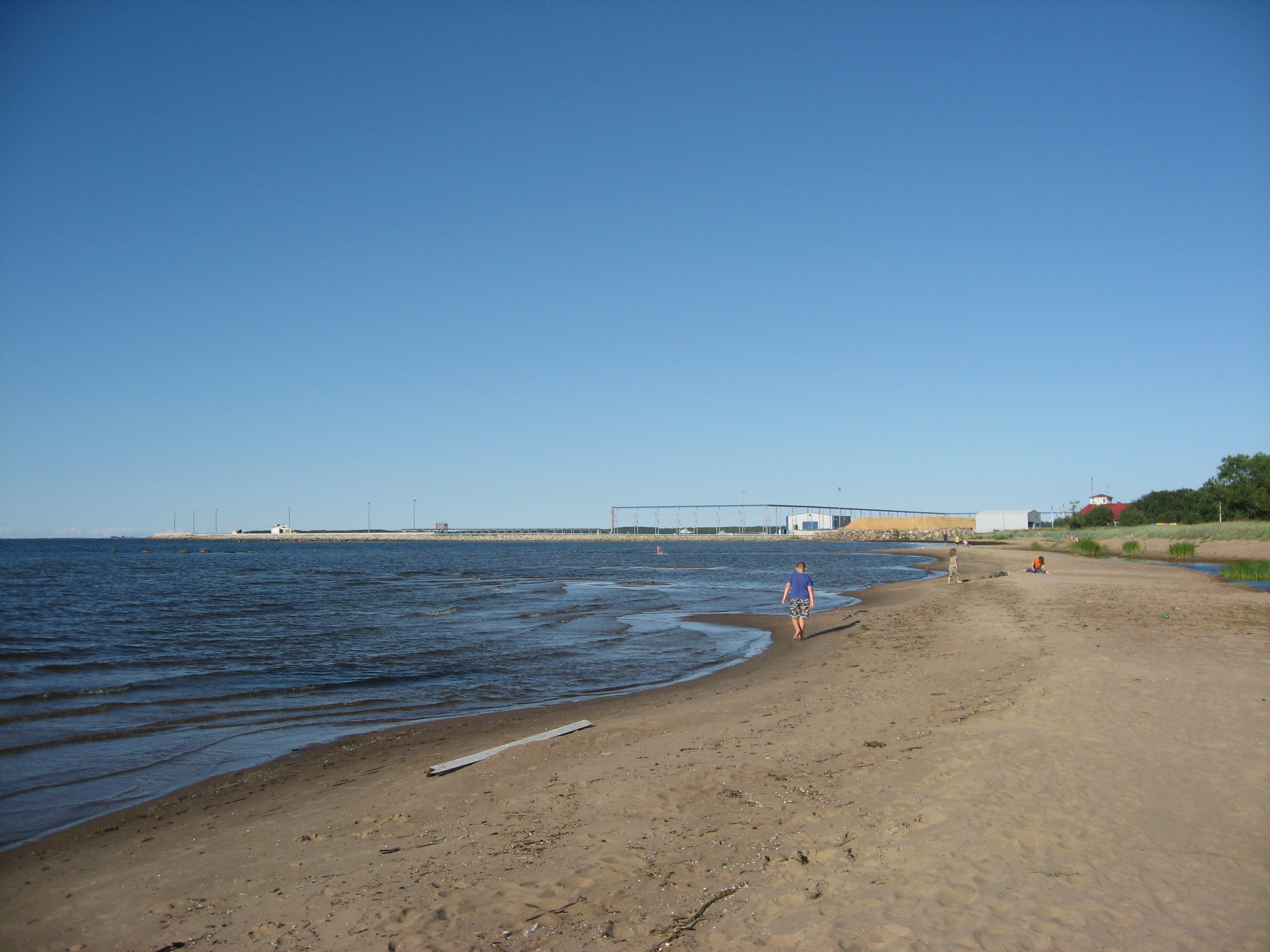
Вид на побережье и порт
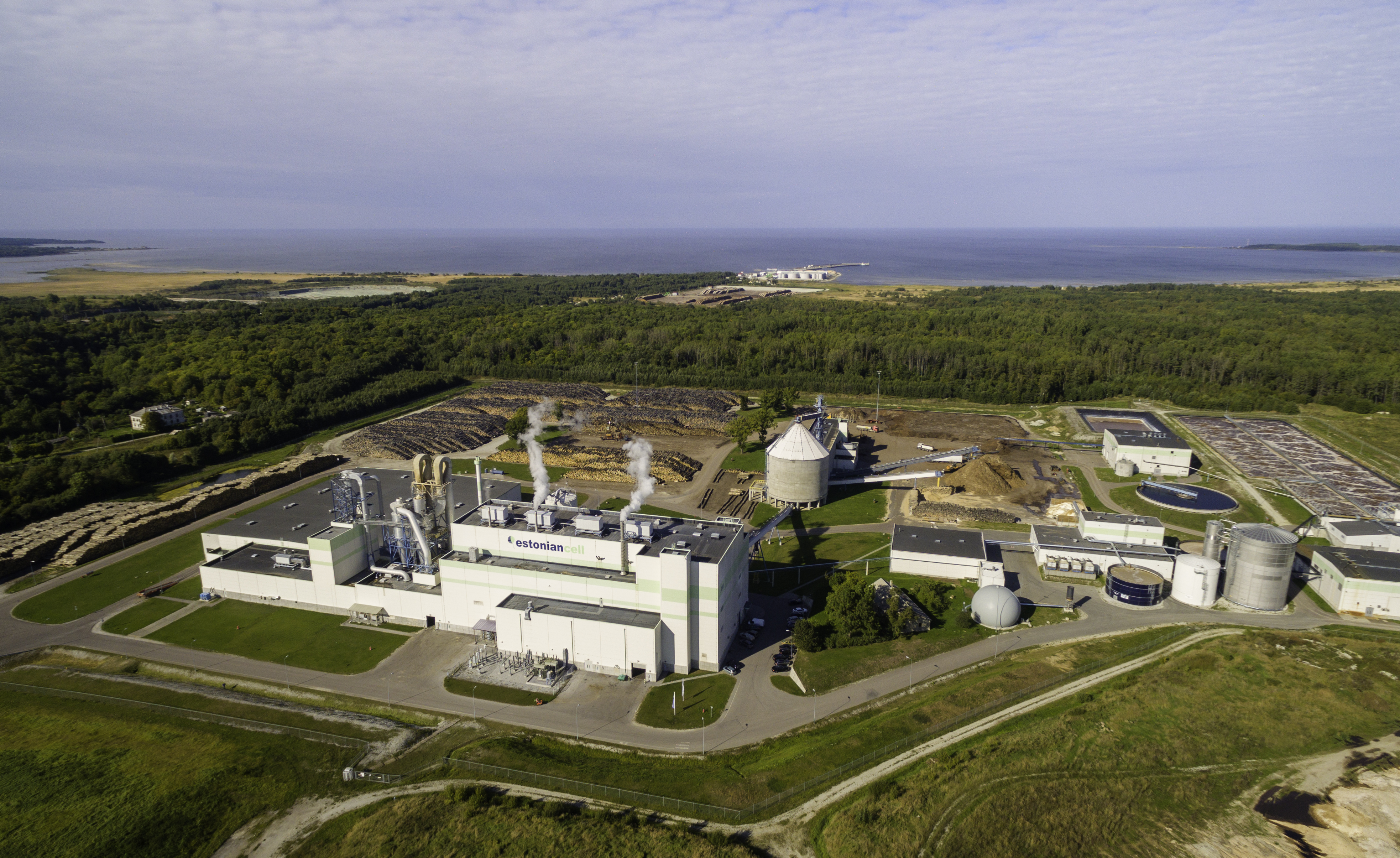
Целлюлозно-бумажный комбинат «Estonian Cell»
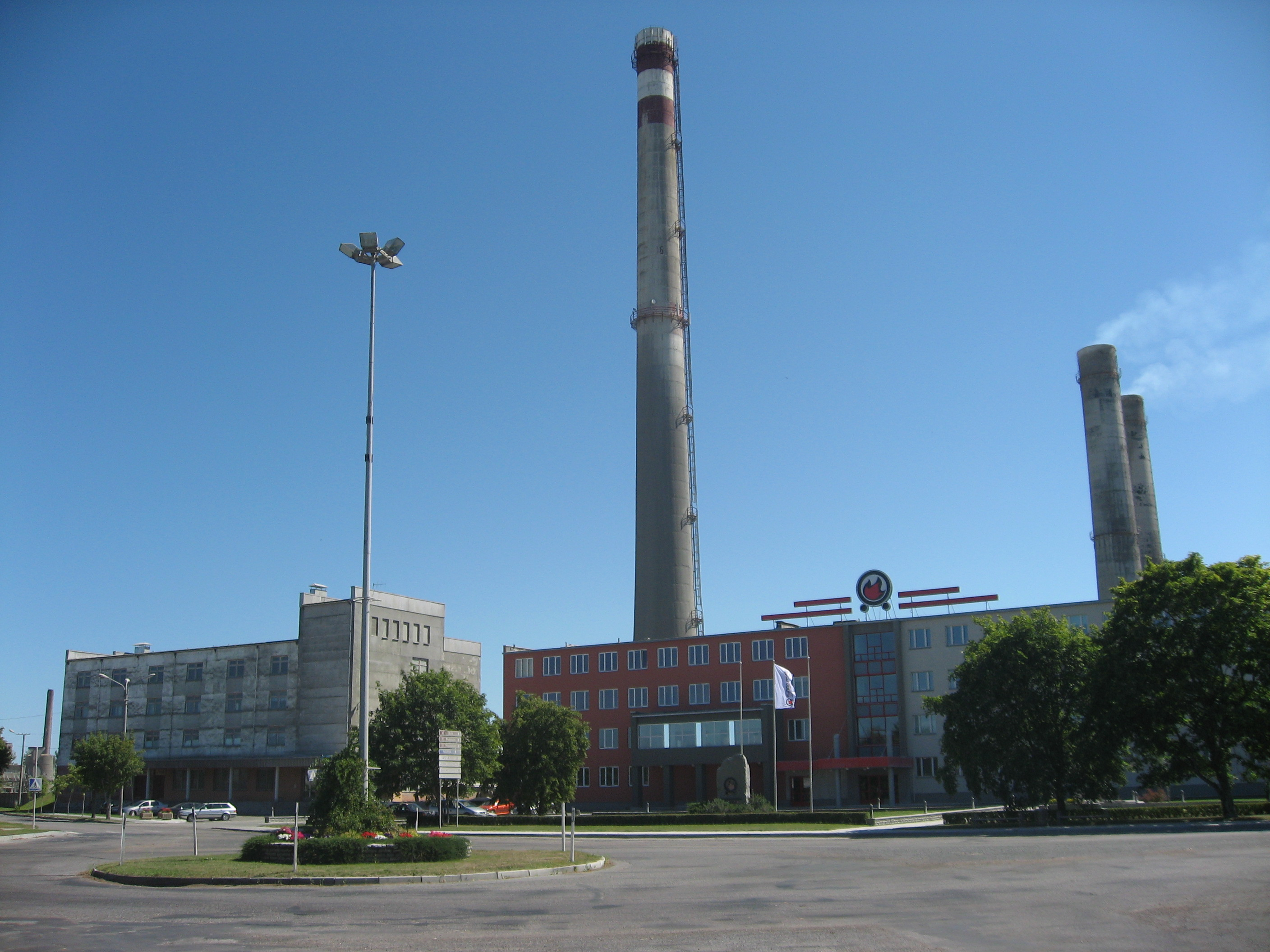
Новый цементный завод
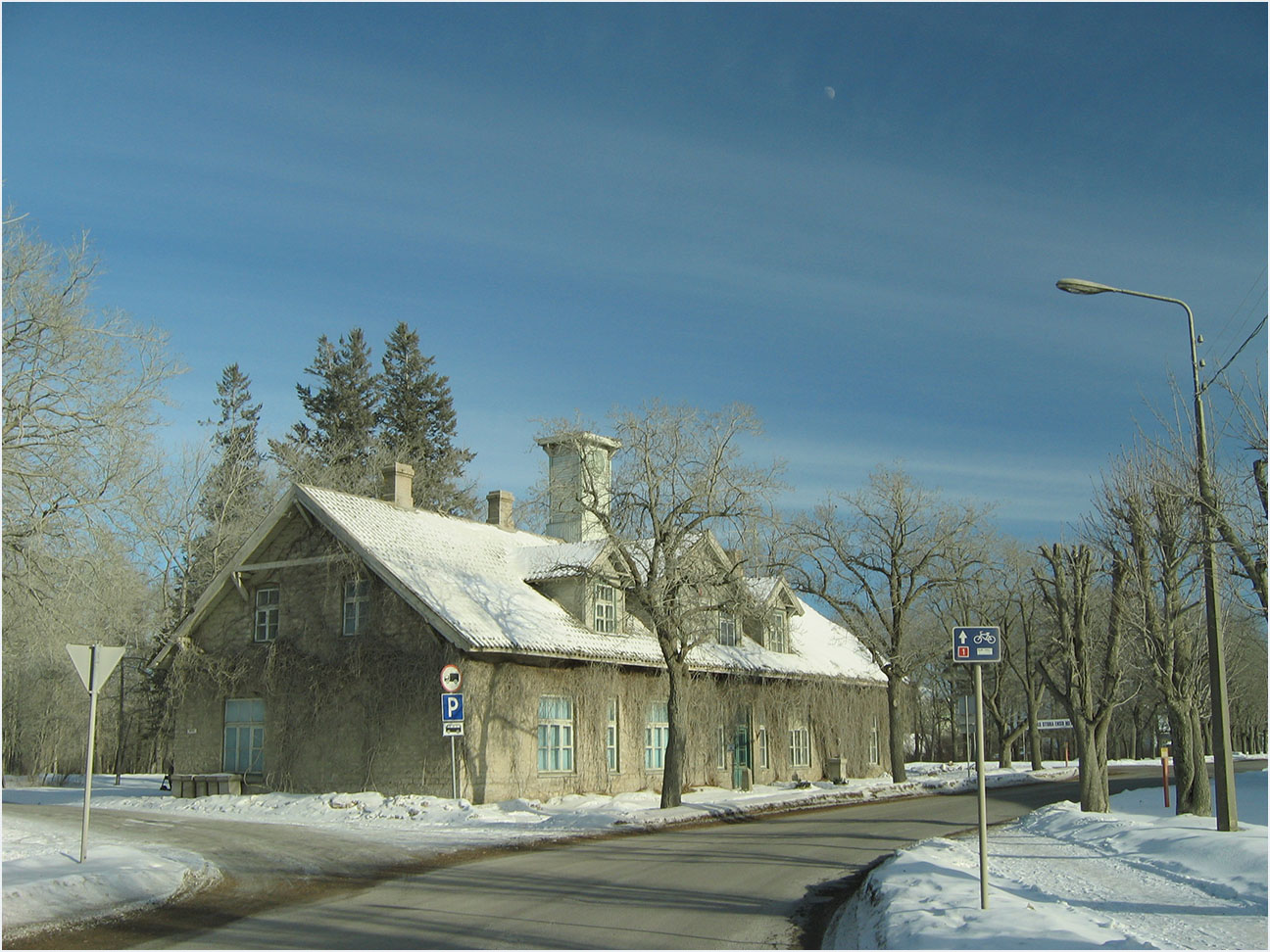
Музей цементной фабрики
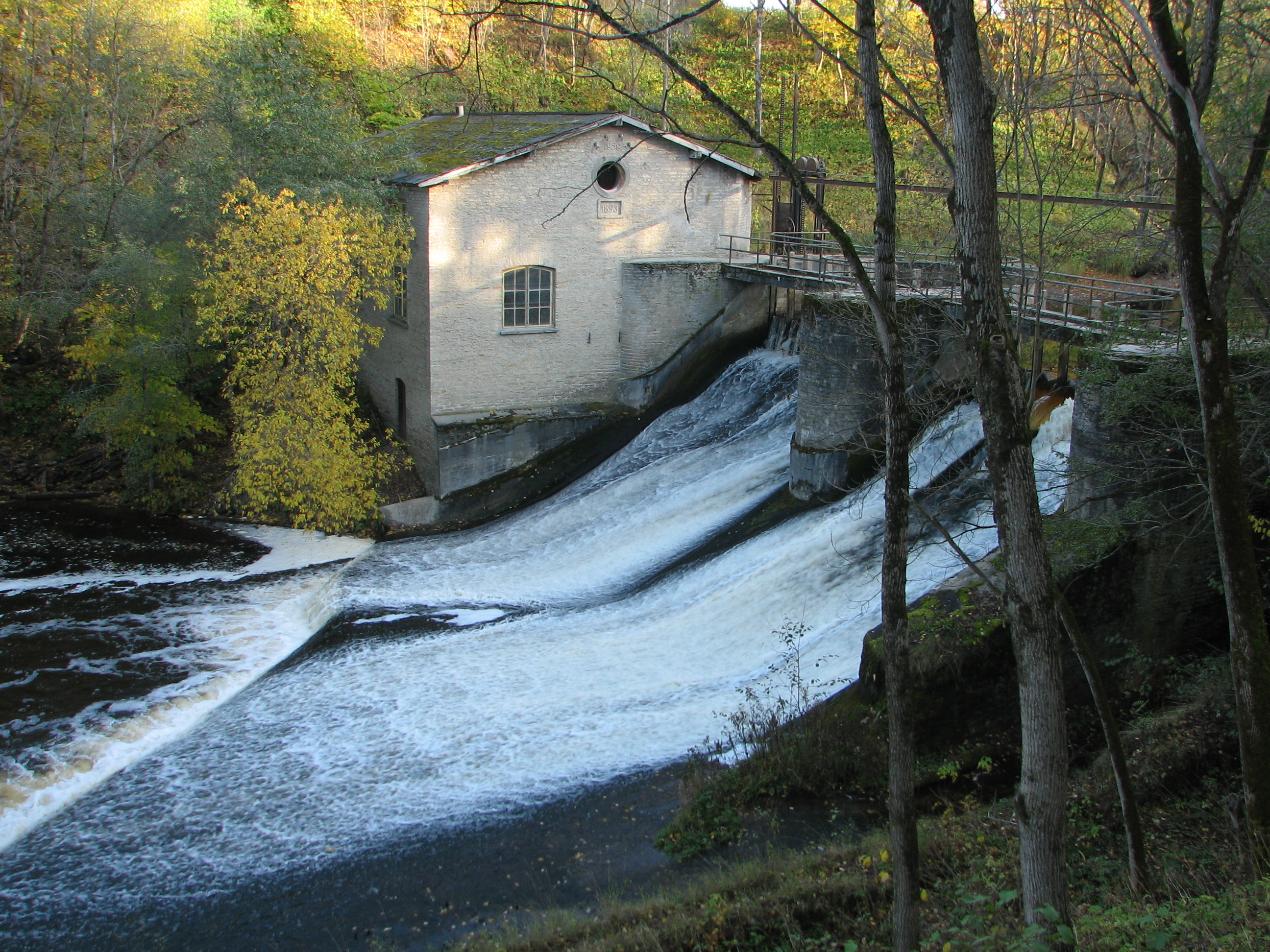
ГЭС в Кунда
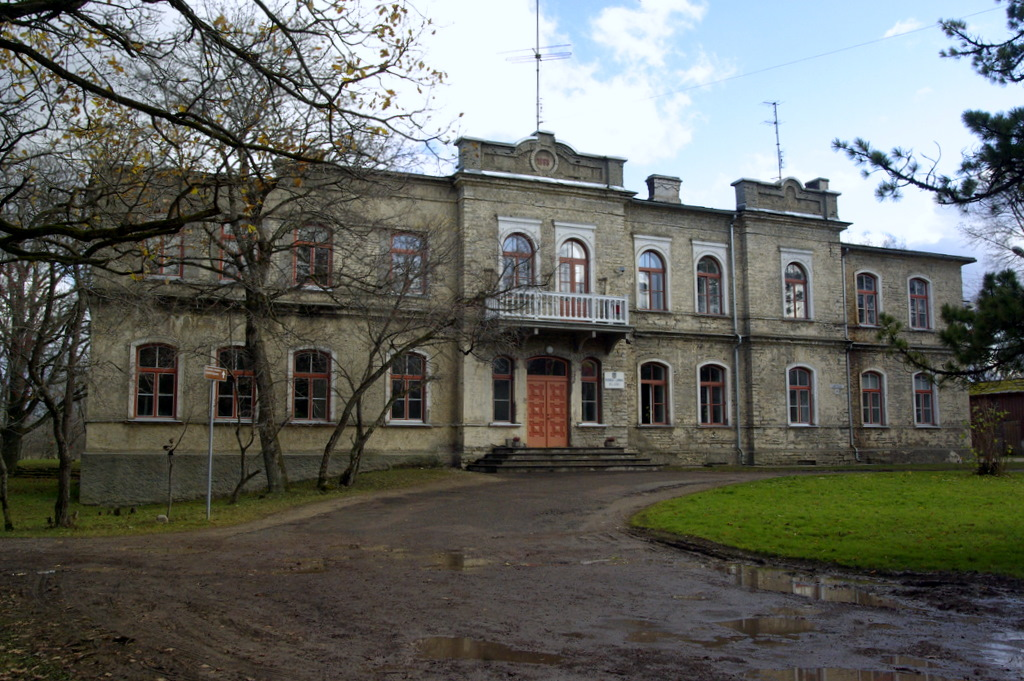
Клуб города Кунда, бывшая мыза директора электростанции
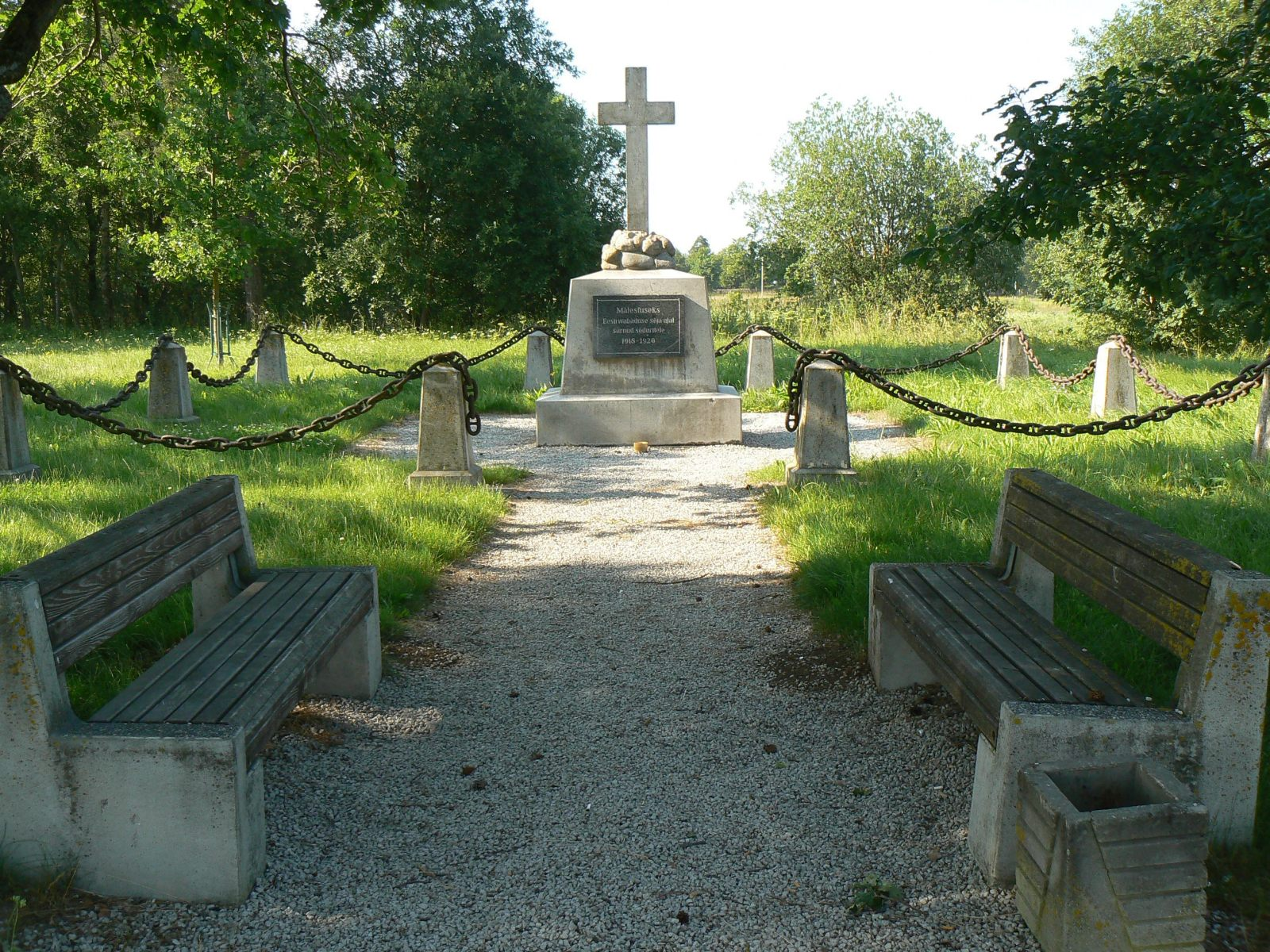
Памятник Эстонской освободительной войне
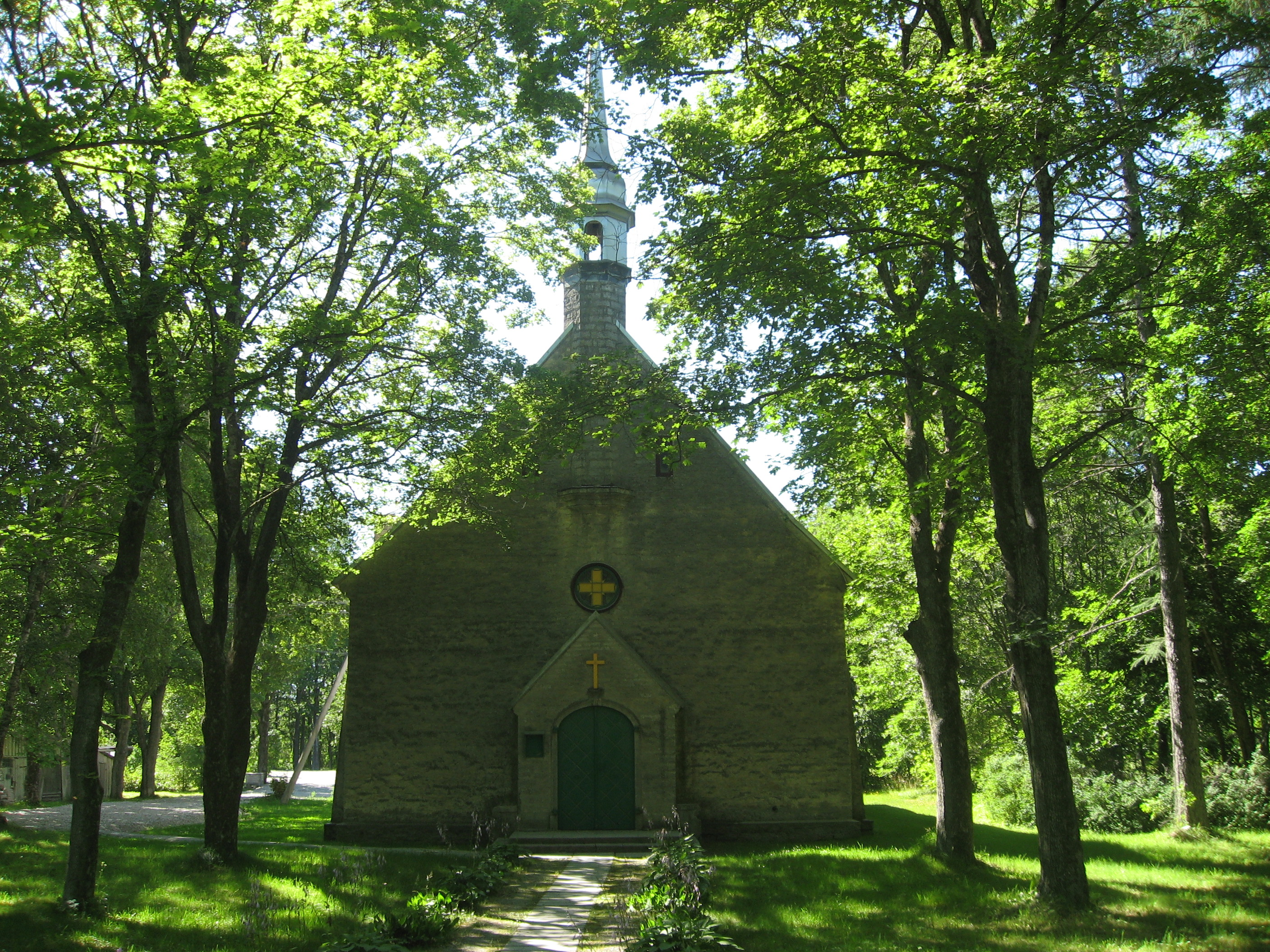
Церковь

## Комментарии
1. ↑  Эстонские топонимы, оканчивающиеся на -а, в русском языке не склоняются[13], а род получают по родовому слову, например, деревне присваивается женский род, хотя в эстонском языке нет категории рода.